# Vital Kibuk
Vital Kibuk (tiếng Belarus: Віталь Кібук; tiếng Nga: Виталий Кибук; sinh 7 tháng 1 năm 1989) là một cầu thủ bóng đá Belarus. Tính đến năm 2017, anh thi đấu cho Slutsk.

## Danh hiệu
Minsk
- Vô địch Cúp bóng đá Belarus: 2012–13

Torpedo-BelAZ Zhodino
- Vô địch Cúp bóng đá Belarus: 2015–16